# Варезе (округ)
Округ Варезе (итал. Provincia di Varese) је округ у оквиру покрајине Ломбардије у северној Италији. Седиште округа покрајине и највеће градско насеље је истоимени град Варезе.
Површина округа је 1.199 км², а број становника 863.099 (2008. године).

## Природне одлике
Округ Варезе се налази у северном делу државе, без излаза на море. Јужна половина округа је равничарског карактера, у области Падске низије. Северни део чине нише планине предалпског појаса. Најважнија река у округу је Тићино, која тече западним ободом округа. На западу округа налази се језеро Мађоре.

## Становништво
По последњим проценама из 2008. године у округу Варезе живи више више од 800.000 становника. Густина насељености је изузетно велика, преко 700 ст/км². Посебно је густо насељено подручје јужно од града Варезеа, а део урбаног подручја Милана.
Поред претежног италијанског становништва у округу живе и велики број досељеника из свих делова света.

## Општине и насеља
У округу Варезе постоји 141 општина (итал. Comuni).
Најважније градско насеље и седиште округа је град Варезе (100.000 становника), који са предграђима окупља три пута више становништва. Велики градови су и Бусто Арзицио (81.000 ст.), Ђаларате и Сароно, сви на јужном ободу округа, близу Милана.